# Kissin’ Dynamite

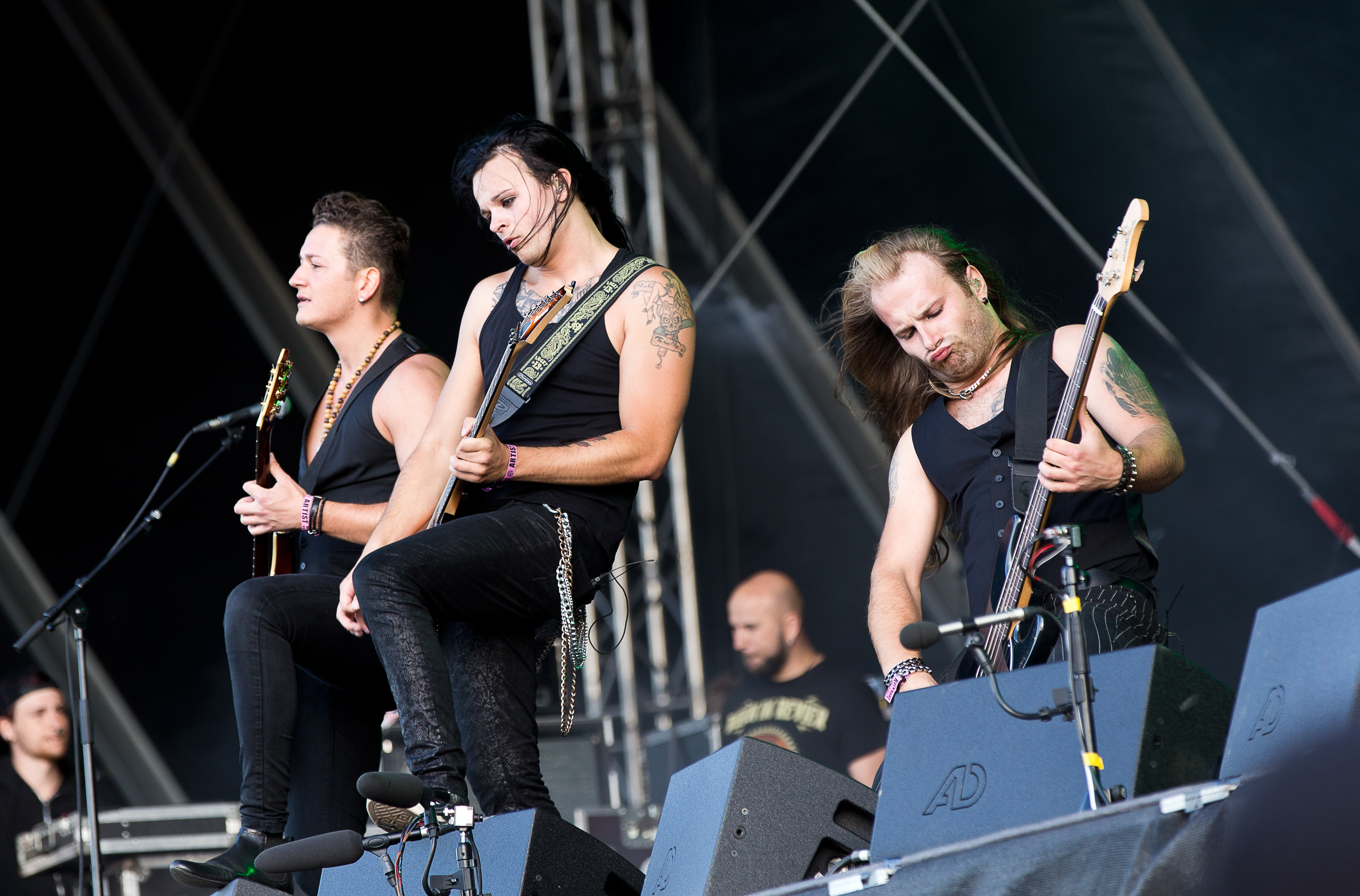
Ande Braun, Jim Müller y Steffen Haile en Rockharz 2016

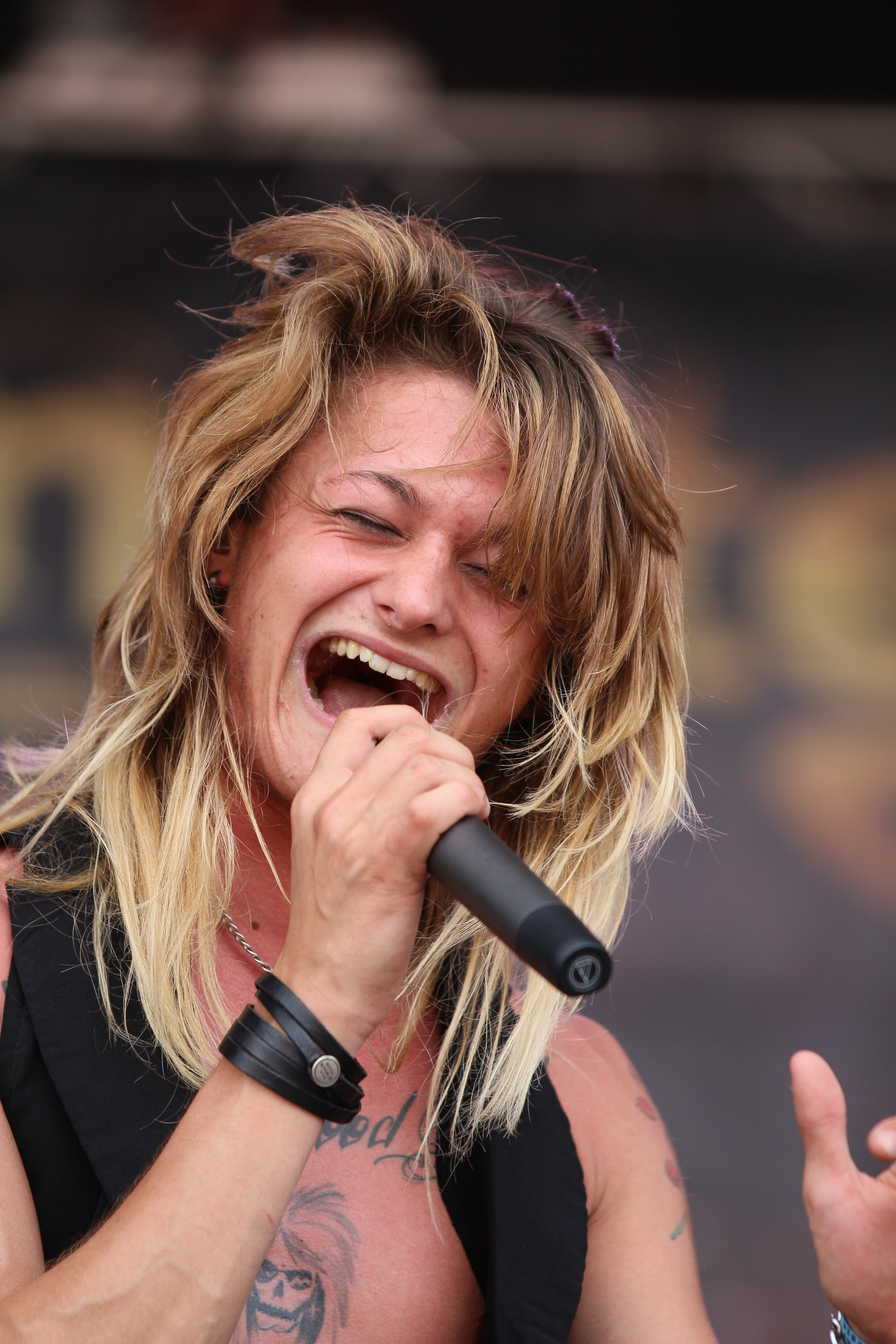
Cantante Johannes Braun en Rockharz Aire Abierto 2014

Kissin' Dynamite es una banda de heavy metal alemana de Burladingen y Münsingen.

## Historia del grupo
Kissin' Dynamite empezó como un grupo de instituto. Desde su inicio en 2007, la banda ha trabajado con el equipo de producción Flensburg Music Elephant. A finales de 2007, empezaron a enviar maquetas a varias discográficas, lo que les llevó a un contrato récord con Capitol Registros/EMI ese mismo año. Realizaron el debut con el álbum Steel of Swabia en 2009, y en aquel año también empezaron a aparecer en festivales de música, por ejemplo en Bang Your Head.
Su segundo álbum, también producido por Elephant Music, se tituló Addicted to Metal und hat zwölf Titel. El título de la canción, Addicted to Metal cantada junto a Udo Dirkschneider de U.D.O. la cual Kissin' Dynamite acababa de estrenar.
En marzo de 2011, anunciaron que habían empezado a trabajar en su tercer álbum, el cual sería publicado por su nueva discográfica, AFM Registros. Este fue completado en 2011, y publicado bajo el título Money, Sex and Power en marzo de 2012. Como parte del lanzamiento, el grupo se estrenó en Los Ángeles con la banda de glam rock Steel Panther en su Tour.
En 2014 publicaron el álbum Megalomania, seguido en 2016 por Generation Goodbye.
Con anterioridad a Kissin' Dynamite, Hannes Braun consiguió la segunda posición en la temporada de 2004 de la versión alemana del espectáculo Star Search cantando heavy metal cuando tenía 12 años.[cita requerida]

## Nombre
Según el guitarrista Jim Müller, el grupo fue nombrado después de la canción de AC/DC del mismo nombre. Durante una quedada del grupo para escoger un nombre del mismo, el tono de llamada del teléfono de Andi Schnitzer, y la canción era su tono, lo que llevó al nombre del grupo.

## Miembros
Kissin' Dynamite consta del cantante Johannes (Hannes) Braun, los guitarristas Ande Braun y Jim Müller, el bajista Steffen Haile y el percusionista Andi Schnitzer.

## Discografía
| Año  | Título                  | Posiciones | Posiciones |
| Año  | Título                  | Alemania   | Suiza      |
| ---- | ----------------------- | ---------- | ---------- |
| 2008 | Steel of Swabia         | -          | -          |
| 2010 | Addicted to Metal       | 91         | -          |
| 2012 | Money, Sex y Power      | 50         | -          |
| 2014 | Megalomania             | 17         | -          |
| 2016 | Generation Goodbye      | 14         | 59         |
| 2018 | Ecstasy                 | -          | -          |
| 2022 | Not The End Of The Road | -          | -          |
| 2024 | Back with a bang!       | -          | -          |